# Le Palmier de Deborah
Le Palmier de Deborah (Tomer Dvora - תומר דבורה) est un petit ouvrage éthique écrit par Rabbi Moïse Cordovero (1522- 1570) une des plus hautes figures de la Kabbale de Safed, consacré à la signification kabbalistique et à l'application de la doctrine de l'Imitation de Dieu. L’auteur y propose une méthode pour imiter Dieu, qu’il développe en dix chapitres exposant comment ressembler aux dix séfirot.

## Analyse de l’œuvre
Ce livre est le plus souvent édité de tous les écrits de Rabbi M. Cordovero, car il est devenu le livre de chevet des élèves des yeshivot lituaniennes ayant subi l’influence du Mouvement du Moussar du rabbin Israël de Salant. Du XVIe siècle au XVIIIe siècle, ce traité a inspiré toute une littérature éthico-kabbalistique.
Il ne s’agit pas d’un écrit spéculatif ou ésotérique comme bon nombre d’œuvres kabbalistiques, mais d’un traité de morale qui fut et reste encore un livre de référence pour certains cercles d’étude. C’est un ouvrage d’édification qui traite de la manière dont l’homme doit se comporter et des habitudes qu’il « doit acquérir dans ses relations avec autrui pour ressembler à Dieu ». Ce qui fait la singularité de cette œuvre c’est la conjonction de l’éthique et de la kabbale, car il reste malgré tout et avant tout un texte kabbalistique.
Il est sans doute la percée éthico-métaphysique la plus franche de la pensée juive dans son ensemble, tant sa langue et son contenu mêlent de façon aiguë la plus haute mystique et la plus exigeante pratique.

## 10 Chapitres pour 10 Séfirot
Les séfirot sont précisément le point central de cet ouvrage. L'homme vaut surtout en raison de sa dimension éthique. Il se doit d'imiter les séfirot et de tenter de parvenir à leur sainteté ou d'acquérir leurs vertus. Cette imitatio Dei se veut d'ordre strictement éthique et tourne résolument le dos à tout idéal philosophique. Bien que l'arbre séfirotique ressortisse en fait à la métaphysique, on sent bien ici que l'aspect purement scientifique est laissé de côté au profit de l'éthique.
L'action et la présence de Dieu au monde passent par les dix sefirot, ou dix degrés d'émanation ; celles-ci sont le pont jeté entre le monde sensible de l'homme et le monde supra-sensible de Dieu. Aux yeux du kabbaliste il n'y a pas de séparation entre les deux et chaque séfira indique le chemin à suivre dans l’œuvre de perfectionnement. Le livre est ainsi divisé en dix chapitres :
1. chapitre I : traite de la ressemblance avec le niveau le plus élevé, la Couronne, où l’homme doit s’exercer aux 13 mesures de tendresse ;
2. chapitre II : traite de l'humilité par ressemblance avec les traits du visage ;
3. chapitre III : s'occupe de la Sagesse, ou comment l'homme doit protéger toutes les créatures ;
4. chapitre IV : traite du Discernement, ou comment faire le « retour », la techouva ;
5. chapitre V : explique comment parvenir à la bonté par ressemblance avec la séfira de la Générosité ;
6. chapitre VI : s'occupe de la Puissance, la Justice, la Rétribution, ou la Loi dans son exécution ;
7. chapitre VII : traite de la Plénitude ou la Beauté, ou quelle doit être l’attitude des étudiants à l'égard du peuple ;
8. chapitre VIII : traite de la ressemblance avec les séfirot Endurance, Retentissement et Fondement, ou du soutien à apporter aux étudiants et de la vie sexuelle ;
9. chapitre IX : à propos de la séfira Royauté, enseigne l'humilité, l'exil volontaire et les devoirs envers l'épouse ;
10. chapitre X : indique comment l'homme doit se comporter pour maintenir le contact permanent avec la divinité.

## Extrait
« Que l’homme s’habitue à ouvrir son cœur à l’amour d’autrui et à aimer tous les hommes, y compris les pécheurs et les impies, comme s’ils étaient des frères et même davantage. On souhaitera leur repentir pour qu’ils deviennent des justes. On ne pensera qu’à leurs bons côtés, en ignorant leurs défauts et leurs vices. On se dira : Si ce pauvre était riche, combien aurais-je été heureux de vivre en sa compagnie. Si cet homme délabré était bien vêtu, il ne serait point différent de moi. Pourquoi le mépriserais-je ? Il est plus digne que moi aux yeux de l’Éternel, car ses souffrances et ses misères l’ont absous de tous ses péchés. Pourquoi alors haïrais-je celui qui est aimé de Dieu » (Tomer Debora).

## Citation
« Loin d'être un appendice de son œuvre destiné à un public moins lettré ou à l'usage dévotionnel, il en est l’aboutissement, l'écrit le plus achevé qui s'adresse aux étudiants le plus mûrs. » Charles Mopsik

## À propos
De grands kabbalistes comme le Rav Moshe Halberstam (en) auraient enseigné qu'ils détenaient (par tradition orale du saint Rabbi de Sanz "Divrei Chaim") que l'étude du Palmier de Deborah possède la vertu miraculeuse de guérir du cancer (à condition d'étudier une partie de ce livre chaque jour jusqu'à la guérison complète),.